# Southern Midlands Council
Southern Midlands Council is een Local Government Area (LGA) in Australië in de staat Tasmanië. Southern Midlands Council telt 5.871 inwoners. De hoofdplaats is Oatlands.